# Jan Michael Scherhauf
Jan Michael Scherhauf (24. srpna 1724 Wels – 3. ledna 1792 Olomouc) byl barokní sochař.

## Zdroj informací
Za nejstarší pramen o J. M. Scherhaufovi je považován rukopis Abhandlung von den bildenden Künsten in Mähren od věhlasného sochaře Ondřeje Schweigla (1735-1812), sepsaný v roce 1784. Zde je uveden Ondřej Zahner, jehož díla si autor cení. Nicméně tady nepřiblížil potenciálnímu čtenáři tvorbu J. M. Scherhaufa. Schweigl ho zde pojmenovává jako Fr. Scherfrauffa. Je zde pokládán za nejlepšího žáka O. Zahnera.
Druhým zdrojem je kniha Die Olmützer Künstler und Kunsthandwerker des Barock z roku 1934 od autora Julia Rödera.
Další díla, která se Scherhaufovi věnují, jsou: statě Miloše Stehlíka, např. zabývající se sochařskou výzdobou kostela Nanebevzetí Panny Marie ve Valašském Meziříčí nebo poutního chrámu Panny Marie v Dubu nad Moravou. Nelze opomenout knihu Barok v soše od již zmíněného M. Stehlíka.
Dále dílo Simony Jemelkové a Heleny Zápalkové Ondřej Zahner 1709-1752, katalog výstavy Olomouc 2009.
A nakonec se o J. M. Scherhaufovi zmiňuje Martin Pavlíček v katalogu výstavy Olomoucké baroko, Výtvarná kultura let 1620-1780. Olomouc 2010.

## Životopis

### Život
Jan Michael Scherhauf se narodil 24. srpna 1724 ve městě Wels, nacházejícím se v Horních Rakousích. Tato informace je doložena v záznamu kroniky Welsu. Matka J. M. Scherhaufa se jmenovala Eva Marie a otec Michael Scherhauffen. Ten byl zaměstnán jako dělník. Jaké prožil dětství J. M. Scherhauf a v jakých sociálních poměrech vyrůstal, to není známo. V pramenech se datum 17. prosinec 1753 uvádí jako den, kdy se stal olomouckým měšťanem. Víme tedy jistě, že se v tuto dobu nacházel v Olomouci. V 50. letech se oženil s Marií Magdalénou. Společně bydleli v Koželužské ulici č. 18 v Olomouci, v domě, jenž už neexistuje. S Marií Magdalénou měl tři děti. Prvorozeným potomkem byla dcera Maria Josefa, narozená 1. listopadu 1754. Posléze se 2. března 1758 narodil syn Jan a po něm 15. listopadu 1762 následoval Karel Boromejský Albert Sarkander. J. M. Scherhauf zemřel 3. ledna 1792 v Olomouci. Bylo mu 67 let. Příčinou jeho smrti byla nejspíše tuberkulóza.

### Učení
O jeho raném sochařském školení nemáme jisté informace. V literatuře se autoři domnívají, že mohl být tovaryšem v Olomouci, a to pravděpodobně v dílně sochaře Ondřeje Zahnera. Předpokládá se také, že měl co do činění s Akademií ve Vídni, ať už jako její student, anebo byl do ní jinak zaangažovaný.
Po smrti O. Zahnera se J. M. Scherhauf dostal do vedení jeho dílny. Jako Zahnerův následovník pokračoval mistrovým stylem a způsobem jeho tvorby.
Ze Scherhaufova způsobu práce jde vycítit roztržka, kdy se snažil vyrovnat, či spíše přiblížit k Zahnerově kvalitě a věnovat se svému vlastnímu sochařskému vyjádření. Přiklonil se tehdy k stylu mistra a vyjadřoval svou úctu k zesnulému tím, že se nechal inspirovat jeho sochařskými kompozicemi.
Uvádí se, že Scherhauf strávil určité období svého života ve Slezsku. Nikde se neuvádí důvod jeho cest tímto směrem.

## Dílo
Poslední večeře Páně – sousoší z lipového dřeva na hlavním oltáři v kostele sv. Petra a Pavla v Prostějově. Nejzazší možný rok vzniku je 1731, kdy byl gotický kostel přestavěn a znovu vysvěcen. Je také možné, že se výjev do kostela dostal později. Tady se polemizuje nad Scherhaufovým autorstvím, kdy existují názory, že autorem je Ondřej Zahner.
Cyklus Bolestného růžence – soubor čtyř soch, nacházejících se od roku 1904 podél zdi bývalého dominikánského kostela sv. Michala v Olomouci. Původně bylo jejich umístění v blízkém okolí kostela, zasvěceného sv. Kříži. Datum vzniku souboru neznáme. Cyklus znázorňuje momenty z Kristových pašijí.
Série soch pro Valašské Meziříčí, přesněji pro místní část města Krásno nad Bečvou – místní rod Žerotínů zadal roku 1750 zakázku Ondřeji Zahnerovi. O. Zahner vytvořil sochy sv. Šebestiána, sv. Valentina a sv. Liboria. Pravděpodobně se na ostatních sochách podíleli Zahnerovi spolupracovníci, a to na soše sv. Anny a sv. Peregrina. S těmito dvěma sochami je pravděpodobně spojen i J. M. Scherhauf.
Kaple Panny Marie Bolestné při kostele sv. Mořice v Kroměříži – pomocné práce při dílně O. Zahnera, v 50. letech 18. století. V bočním výklenku kaple najdeme náhrobek fundátora stavby kardinála Wolfganga Hannibala Schrattenbacha (1660-1738), jenž zhotovil O. Zahner. Po smrti O. Zahnera ho dokončovali jeho pokračovatelé. J. M. Scherhauf se na něm nepodílel (alespoň to není nikde uvedeno), ale je spojen s restaurováním kaple. Při této příležitosti došlo ke vzniku hlavic sloupů vstupního portálu kaple. Na nich se podílel spolu se sochařem Františkem Kohlem.
Piaristický kostel sv. Jana Křtitele v Kroměříži – pomocné práce na výzdobě kostela, při dílně O. Zahnera. Práce na sousoší Křest Krista. Dílo bylo počato O. Zahnerem a poté dokončeno jiným sochařem, pravděpodobně J. M. Scherhaufem. Vidíme zde jeho výrazné znaky, a to detailnější propracování draperie.
Sousoší Olivetské hory – nacházející se při presbytáři kostela Nanebevzetí Panny Marie v Moravském Berouně. Vidíme zde samostatnou práci J. M. Scherhaufa z roku 1752. Jde o výjev z Kristových pašijí. Sousoší znázorňuje klečícího Krista, kolem něj trojici spících apoštolů, nad kterými se vznáší anděl.
Čestný sloup Nejsvětější Trojice v Olomouci – J. M. Scherhauf se po Zahnerově smrti podílel na dokončovacích pracích na sloupu. Z 13. 12. 1753 se nám dochoval rozpočet stavební činnosti na onom sloupu. Z něho plyne, že J. M. Scherhauf musel uskutečnit řadu oprav na už dokončených sochách. V rozpočtu je uvedeno, že měl J. M. Scherhauf zajistit sochy před nepřízní počasí. Kromě toho se tam píše, že spravil mnohá poškození na oděvech a na částech těl soch. Ze zprávy vyplývá, že za svou práci získal 160 zlatých a 45 zlatých za to, že zajistil přikrytí dvanácti sošek andílků světlonošů. Jednoho z nich sám vyrobil a pojal jej odlišněji od ostatních. Ještě v roce 1758 zanechal J. M. Scherhauf na sloupu své stopy, a to v dodatečných úpravách.
Poutní chrám Očišťování Panny Marie v Dubu nad Moravou – zde prováděl sochařské úpravy již O. Zahner a J. M. Scherhauf byl jeho pomocníkem. Majestátní andělé od F. Kohla, kteří jsou ústředním sochařským dílem chrámu, inspirovali J. M. Scherhaufa ve výzdobě kostela sv. Matouše v Dolanech a v kostele sv. Leonarda v Hněvotíně.
Socha Anděla Strážného při silnici ve Věrovanech – postava anděla nese milostný obraz Panny Marie Dubské.
Socha sv. Floriána při bývalé rezidenci premonstrátů ve Vřesovicích na Prostějovsku z roku 1755. Klade zde důraz na své sochařské pojetí, a to můžeme pozorovat nejvíce v draperii. Rozpohybovaná draperie už není tak výrazná. Používá tlumící výrazivo.
Kostel sv. Petra a Pavla ve Vřesovicích – zde vyzdobil hlavní oltář z roku 1742.
Socha ve Veselíčku – 1760, socha v Potštátě – 1766, socha v Nákle – 1768, socha v Nezamyslicích – 1772.
Kostel sv. Jiří v obci Náklo – dřevěná socha sv. Isidora z Madridu, který byl patronem sedláků. Dílo je z 50. let 18. století, vytvořené J. M. Scherhaufem. Kolem této sochy se nacházejí práce Josefa Winterhaldera st., a to sv. Walburg a sv. Notburg z Rattenbergu, jež byli uctívání jako patroni úrody a polních prací. Velice pravděpodobná je domněnka, že sv. Isidor, práce J. M. Scherhaufa, nebyla první sochou tohoto motivu v již zmíněném kostele. Předpokládá se, že J. Winterhalder st. vytvořil sochu sv. Isidora spolu s obklopujícími sochami světců, již ve 30. letech. Z toho můžeme vyvozovat, že Scherhaufova práce nahradila dílo starší. Oděv sochy je prostý, přizpůsobil tedy tomu i styl zpracování dohladka. Draperie není nijak výrazně ostrá, spíše jemnější. Necítíme z díla umělcův volný rukopis. Opět stojí vzít v úvahu, že se J. M. Scherhauf při tvoření opět spíše přiklonil ke stylu svých předchůdců, než aby vytvořil zcela jednoznačně vlastní sochu s prvky, ukazujícími přímo na něj. I když rysy ve tváři sv. Isidora jsou blíže ke koncepci J. M. Scherhaufa.
Bazilika Navštívení Panny Marie na Svatém Kopečku – zde J. M. Scherhauf vytvořil na hlavním oltáři dvě postranní postavy andělů adorantů. Jejich autorství je zde ale sporné. Novější bádání uvádějí za autora Josefa Winterhaldera st.
Přelom 50. a 60. let 18. století – J. M. Scherhauf prosazuje svou opravdovou ideu o podobě barokního slohu. Už se nesnažil přiblížit k O. Zahnerovi, ale jeho styl se stal jemnějším, po vlivu umělců, ovlivněných dogmatickým klasicismem. Draperie jsou expresivně pojaté, ale do určité míry, neboť musí zůstat odhaleno vnitřní vyznění zobrazovaných figur.
Socha sv. Jana Nepomuckého v Novém Jičíně – vytvořena roku 1758 J. M. Scherhaufem. Původní místo, kde byla socha umístěna do roku 1928, bylo Dolní předměstí. Posléze byla přemístěna do Hřbitovní ulice při řece Jiřičce. Sv. Jan Nepomucký se tedy dívá směrem k místní řece. Stojící figura, držící v levé ruce krucifix, který je podložen palmovou ratolestí.
Socha Panny Marie s Ježíškem – nachází se na Náměstí 9. května v Moravském Berouně a je nejkvalitnějším dílem J. M. Scherhaufa. Za zmínku stojí určitě precizně propracovaná draperie, efektní kompoziční schéma, kterého se sochy drží. Zde se také objevuje prvek optimismu, a to ve tvářích postav. Je zde zobrazena Panna Marie s Ježíškem, kterého drží nad pokrčenou nohou. Sama Panna Marie je v předklonu dopředu. Podle těchto a dalších jiných znaků lze vycítit inspiraci z umění z konce 14. století.
Kostel Panny Marie a sv. Barbory, náležející františkánskému konventu, který se nacházel v Opavě, na křižovatce dvou ulic, Ostrožné a Beethovenovy. Kostel pochází z roku 1451, kdy vznikl na místě původně stojícího johanitského kostela sv. Jan Křtitele. Po vyhoření kostela v roce 1626 byla stavba obnovena, a to v roce 1675. O více než sto let později, roku 1758, zachvátil stavbu opět požár.

### Výčet dalších děl

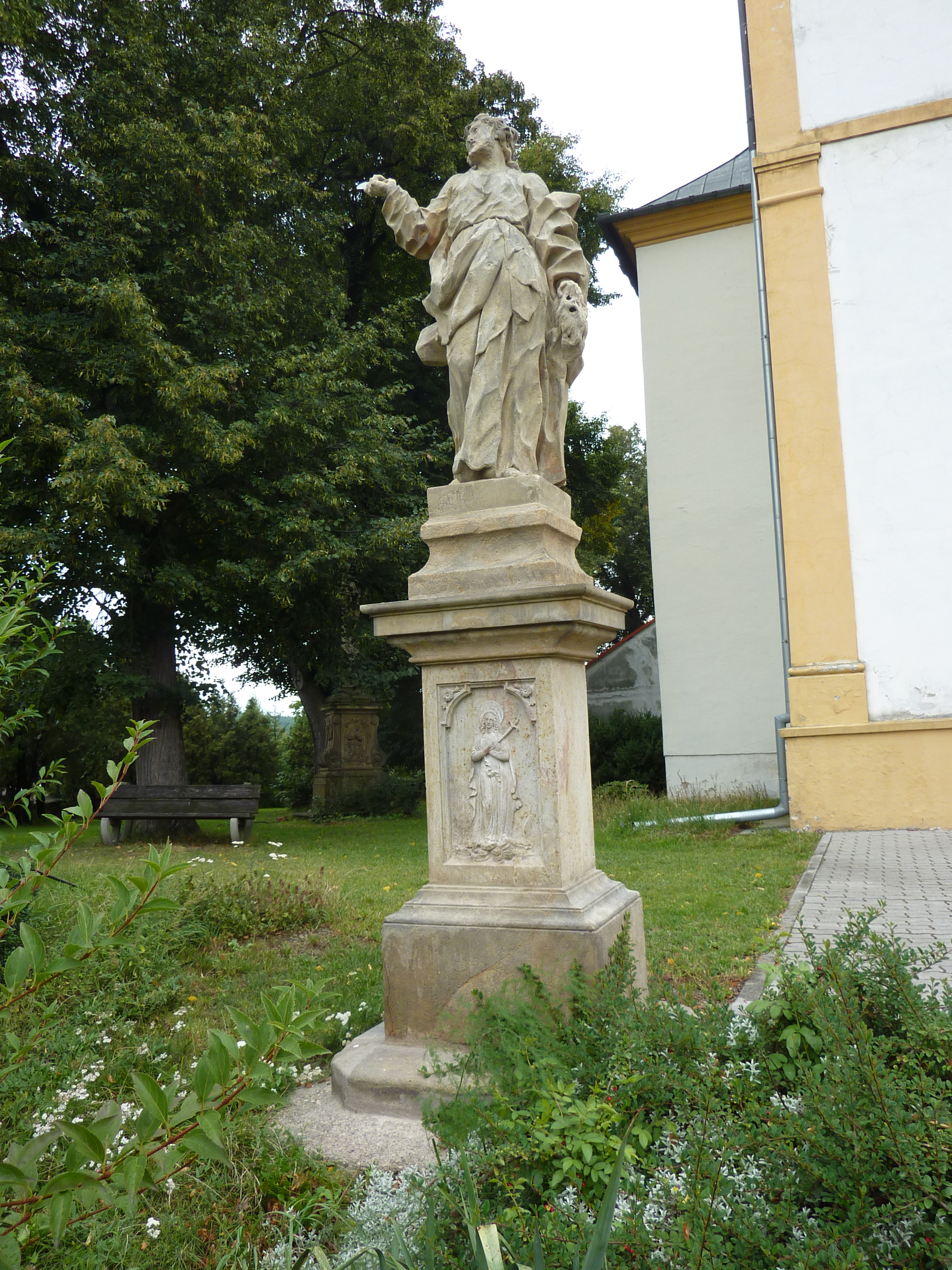
Socha sv. Bartoloměje od Jana Michaela Scherhaufa ve Velké Bystřici (1744).

- Kříž – umístěný později na oltáři, socha sv. Heleny a sv. Máří Magdalény. Vše pro původní kostel Panny Marie a sv. Barbory v Olomouci. Ani jedna práce se do dnešní doby nedochovala.
- Výzdoba kostela sv. Jakuba Staršího v Kostelci na Hané.
- Socha Marta ze 70. let 18. století, kterou nalezneme na štítu Tereziánské zbrojnice v Olomouci.
- Sousoší Piety z Kunčic.
- Výzdoba hlavního oltáře kostela sv. Matouše v Dolanech.
- Socha sv. Floriána (1772). Socha sv. Judy Tadeáše (1772). Obě práce před kostelem v Nezamyslicích.
- Socha sv. Jana Evangelisty (1774) v Dobromilicích.
- Socha sv. Bartoloměje ve Velké Bystřici (1744).
- Boční oltář Svaté Rodiny v kostele sv. Jana a Pavla v Místku. Tamtéž najdeme jeho práce, řezby sv. Jana Křtitele, sv. Ondřeje.
- Sousoší Piety z roku 1779 z kaple Panny Marie Bolestné v Kunčicích nedaleko Starého Města pod Sněžníkem.
- Sochařská výzdoba průčelí kostela Zvěstování Panny Marie při augustiniánském klášteře ve Šternberku.